# Campeonato Sudamericano de Football 1957
Il Campeonato Sudamericano de Football 1957 fu la venticinquesima edizione della Copa América. Ad organizzarla fu il Perù e tutte le partite si disputarono all'Estadio Nacional di Lima dal 7 marzo al 6 aprile 1957.

## Nazionali partecipanti
| N° | Nazione   | Iscrizione CONMEBOL | Note                         |
| -- | --------- | ------------------- | ---------------------------- |
| 1  | Argentina | 1916                |                              |
| 2  | Brasile   | 1916                |                              |
| 3  | Cile      | 1916                |                              |
| 4  | Uruguay   | 1916                | Detentore Coppa America 1956 |
| 5  | Paraguay  | 1921                | Rinuncia                     |
| 6  | Perù      | 1925                | Nazione ospitante            |
| 7  | Bolivia   | 1926                | Rinuncia                     |
| 8  | Ecuador   | 1927                |                              |
| 9  | Colombia  | 1936                |                              |
| 10 | Venezuela | 1952                | Rinuncia                     |

## Formula
La formula prevedeva che le sette squadre partecipanti si affrontassero in un unico girone all'italiana, la cui prima classificata avrebbe vinto il torneo. Per ogni vittoria si attribuivano 2 punti, 1 per ogni pareggio e 0 per ogni sconfitta.
Una curiosità riguardava gli arbitri, in questa edizione tutti europei. Tra i direttori di gara vi era pure l'italiano Diego De Leo.

## Risultati
| Arbitro: | Erwin Hieger |

|                                             |           |                        |
| Ambrois 26’, 29’ (rig.), 57’, 74’ Sacía 87’ | Marcatori | 12’, 40’ (rig.) Larraz |

| Arbitro: | Robert Turner |

|                       |           |            |
| Terry 29’, 37’ (rig.) | Marcatori | 44’ Cantos |

| Arbitro: | Ronald Lynch |

|                                                                                  |           |                                |
| Cruz 5’ Angelillo 10’, 73’ Maschio 16’ (rig.), 23’, 53’ (rig.), 85’ Corbatta 59’ | Marcatori | 34’ (rig.) Gamboa 37’ Valencia |

| Arbitro: | Bertley Cross |

|                             |           |                           |
| Didi 20’, 26’, 44’ Pepe 46’ | Marcatori | 13’ Ramírez 89’ Fernández |

| Arbitro: | Ronald Lynch |

|              |           |  |
| Mosquera 57’ | Marcatori |  |

| Arbitro: | Diego De Leo |

|            |           |  |
| Arango 28’ | Marcatori |  |

| Arbitro: | Bertley Cross |

|                              |           |  |
| Angelillo 5’, 39’ Sívori 14’ | Marcatori |  |

| Arbitro: | Erwin Hieger |

|                                              |           |  |
| Maschio 7’, 73’ Angelillo 48’ Sanfilippo 83’ | Marcatori |  |

| Arbitro: | Ronald Lynch |

|                                                                      |           |                   |
| Evaristo 22’, 89’ Pepe 25’ Zizinho 34’ (rig.) Joel 43’, 68’ Didi 78’ | Marcatori | 80’ (rig.) Larraz |

| Arbitro: | Erwin Hieger |

|                               |           |                         |
| Verdejo 35’, 70’ Espinoza 62’ | Marcatori | 68’ Arango 83’ Carrillo |

| Arbitro: | Bertley Cross |

|                                         |           |                                     |
| Ambrois 22’, 48’, 60’, 75’ Carranza 26’ | Marcatori | 3’ Terry 81’ Seminario 83’ Mosquera |

| Arbitro: | Erwin Hieger |

|                         |           |                              |
| Ramírez 18’, 26’ (rig.) | Marcatori | 25’ (rig.) Larraz 59’ Cantos |

| Arbitro: | Bertley Cross |

|                                                                     |           |  |
| Pepe 27’ Evaristo 41’, 44’, 45’, 75’, 86’ Didi 50’, 60’ Zizinho 85’ | Marcatori |  |

| Arbitro: | Ronald Lynch |

|                                     |           |                   |
| Terry 34’ Rivera 35’, 37’ Bassa 83’ | Marcatori | 57’ (rig.) Arango |

| Arbitro: | Robert Turner |

|                                                                   |           |                    |
| Sívori 7’ Angelillo 21’, 80’ Maschio 53’, 74’ Corbatta 83’ (rig.) | Marcatori | 14’, 28’ Fernández |

| Arbitro: | Erwin Hieger |

|                              |           |                     |
| Campero 15’, 23’ Ambrois 17’ | Marcatori | 68’ Macedo 70’ Didi |

| Arbitro: | Ronald Lynch |

|                 |           |  |
| Didi 73’ (rig.) | Marcatori |  |

| Arbitro: | Harry Davis |

|                                                  |           |                   |
| Álvarez 19’ (rig.) Gutiérrez 22’ Gamboa 30’, 58’ | Marcatori | 14’ (rig.) Larraz |

| Arbitro: | Erwin Hieger |

|                       |           |  |
| Campero 28’ Roque 40’ | Marcatori |  |

| Arbitro: | Robert Turner |

|                                    |           |  |
| Angelillo 23’ Maschio 87’ Cruz 90’ | Marcatori |  |

| Arbitro: | Bertley Cross |

|                        |           |            |
| Mosquera 15’ Terry 81’ | Marcatori | 50’ Sívori |

## Classifica finale
| Pos. | Squadra   | Pt | G | V | N | P | GF | GS | DR  |
| ---- | --------- | -- | - | - | - | - | -- | -- | --- |
| 1.   | Argentina | 10 | 6 | 5 | 0 | 1 | 25 | 6  | +19 |
| 2.   | Brasile   | 8  | 6 | 4 | 0 | 2 | 23 | 9  | +14 |
| 3.   | Uruguay   | 8  | 6 | 4 | 0 | 2 | 15 | 12 | +3  |
| 4.   | Perù      | 8  | 6 | 4 | 0 | 2 | 12 | 9  | +3  |
| 5.   | Colombia  | 4  | 6 | 2 | 0 | 4 | 10 | 25 | -15 |
| 6.   | Cile      | 3  | 6 | 1 | 1 | 4 | 9  | 17 | -8  |
| 7.   | Ecuador   | 1  | 6 | 0 | 1 | 5 | 7  | 23 | -16 |

## Classifica marcatori
9 gol
- Maschio;
- Ambrois.

8 gol
- Angelillo;
- Didi ed Evaristo.

5 gol
- Larraz;
- Terry.

3 gol
- Sívori;
- Pepe;

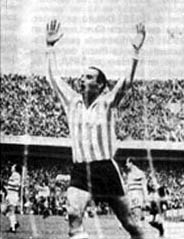
Humberto Maschio

- Fernández e Ramírez Banda;
- Arango e Gamboa;
- Mosquera.

2 gol
- Corbatta e Cruz;
- Joel e Zizinho;
- Verdejo;
- Cantos;
- Rivera.

1 gol
- Sanfilippo;
- Espinoza;
- Carrillo, Alvarez, Gutiérrez e Valencia;
- Bassa e Seminario;
- Carranza, Roque e Sasía.

## Arbitri
- Erwin Hieger
- Bertley Cross
- Harry Davis
- Ronald Lynch
- Robert Turner
- Diego De Leo